# Україна на пісенному конкурсі Євробачення 2010
Україна взяла участь у 55-му пісенному конкурсі Євробачення, що відбувся 2010 року в Осло, Норвегія. Національна суспільна телерадіокомпанія України провела національний відбір, за підсумками якого Україну на пісенному конкурсі представила співачка Alyosha з піснею «Sweet People».
Вдало пройшовши півфінал, пісня у фіналі набрала 108 балів, посівши 10-те місце.

## Національний відбір

### Перший національний відбір
29 грудня було оголошено ім'я виконавця, який презентуватиме Україну на міжнародному пісенному конкурсі «Євробачення-2010». Ним став Василь Лазарович. 
| № | Артист           | Пісня                   | Слова / Музика                                  | Бали | Місце |
| - | ---------------- | ----------------------- | ----------------------------------------------- | ---- | ----- |
| 1 | Василь Лазарович | "Адреналін" (Адреналін) | Дмитро Клімашенко (муз.), Ольга Яринич (сл.)    | 3    | 3-й   |
| 2 | Василь Лазарович | Shine Of Your Star      | Жига Пірнат (муз.), Брендон Стоун (сл.)         | 8    | 2-й   |
| 3 | Василь Лазарович | I Know                  | Нікола Караджия (муз.), Брендон Стоун (сл.)     | 8    | 2-й   |
| 4 | Василь Лазарович | Don’t Wanna Lose You    | Клас Андреассон (муз. та сл.)                   | 3    | 3-й   |
| 5 | Василь Лазарович | I Love You              | Брендон Стоун (муз. та сл.), Ольга Яринич (сл.) | 14   | 1-й   |

### Другий національний відбір
17 березня НТКУ провела екстрену прес-конференцію, щоб оголосити про плани на новий національний фінал, який відбудеться 20 березня, після заперечення на внутрішній відбір НТКУ Лазаровича і, таким чином, недобросовісної конкуренції для тих, хто бажає взяти участь. 18 березня було обрано 20 фіналістів з 67 поданих заявок до якого увійшов попередньо обраний представник Василя Лазаровича.  А вже 19 та 20 березня 20-секундні фрагменти пісень були оприлюднені. Повні ж версії були представлені в ефірі шоу «Шустер Live» на телеканалі «Україна». Фінал відбору відбувся 20 березня, де перемогу отримала Альоша з піснею «To be free» набравши найбільшу кількість балів від професійного журі
| №  | Артист              | Пісня             | Мова                   | слова (сл.) / музика (муз.)                              | Місце |
| -- | ------------------- | ----------------- | ---------------------- | -------------------------------------------------------- | ----- |
| 1  | Віталій Козловський | I l@ve            | Англійська             | В. Серов (муз.), Г. Круглик (сл.)                        | 11    |
| 2  | Василь Лазарович    | I Love You        | Українська, англійська | Б. Стоун (муз. і сл.), Ольга Яринич (сл.)                | 7     |
| 3  | SH & BB             | Не журись         | Українська             | Д. Богуш (муз.), Є. Колесник (сл.)                       | 11    |
| 4  | Олексій Матіас      | Ангели не умирают | Російська              | К. Меладзе (муз. і сл.)                                  | 3     |
| 5  | Закльопки           | Anybody Home?     | Англійська             | К. Комар (муз.), С. Кабанець (сл.)                       | 8     |
| 6  | Іван Березовський   | Утро              | Російська              | М. Некрасов (муз.), О. Чорний (сл.)                      | 10    |
| 7  | Stereo              | Не сходи с ума    | Російська              | С. Шурінс (муз. і сл.)                                   | 9     |
| 8  | Ирина Розенфельд    | Forever           | Англійська             | Ірина Розенфельд (муз.), О. Манкін (сл.)                 | 6     |
| 9  | Shanis              | Лечу к тебе       | Російська              | М. Шандрик (муз.), Т. Піскун (сл.)                       | 11    |
| 10 | Макс Барських       | Белий ворон       | Російська              | Макс Барських (муз. і сл.)                               | 11    |
| 11 | Владіслав Левицький | Давай, давай!     | Російська, українська  | В. Левитський (муз.), Т. Тополя (сл.)                    | 11    |
| 12 | Мія                 | Вона              | Українська             | Н. Савко (музика и слова)                                | 11    |
| 13 | Dazzle Dreams       | Emotion Lady      | Англійська, Українська | D. Cyperdyuk (муз. і сл.)                                | 11    |
| 14 | Маша Собко          | Я тебя люблю      | Російська              | Р. Квінта (муз.), В. Куровський (сл.)                    | 2     |
| 15 | Злата Огневич       | Tiny Island       | Англійська             | М. Некрасов (муз.), Ю. Матюшенко (сл.)                   | 5     |
| 16 | Mirra Gold          | Crazy Lady        | Англійська             | М. Гольд (муз.), С. Ситник (сл.)                         | 11    |
| 17 | Наталія Валевська   | Europe            | Англійська, Українська | Р. Квінта (муз.), Н. Валевская (сл.), Л. Флинт (сл.)     | 4     |
| 18 | Юлія Войс           | Завяжи мне глаза  | Російська              | Юлія Войс (музика и слова)                               | 11    |
| 19 | El Кравчук          | Fly To Heaven     | Англійська             | Андрій Данилко (муз.), С. Горов (сл.), В. Дікенсон (сл.) | 10    |
| 20 | Alyosha             | To Be Free        | Англійська             | Є. Кучер (муз.), Б. Чикалюк (сл.)                        | 1     |

Переможець визначився після оголошення результатів голосування телеглядачів і журі національного відбору представника від України. У двох співачок, Alyosha та Маші Собко, виявилась однакова кількість балів: по 36 балів. Відтак переможця визначило журі після короткої наради. Ганною Герман було оголошено, що переможцем стає співачка Alyosha з піснею «To be free».

## Скандал
Відразу після перемоги в національному відборі до конкурсу Євробачення 2010 з'явились звинувачення в тому, що пісня «To be free», авторкою музики до якої є сама співачка є подібною до пісні «Knock Me Out» у виконанні Лінди Перрі. Крім того, пісня була розміщена в мережі інтернет на сайті MySpace до 1 жовтня 2009 року, чим порушує правила конкурсу. Президент національної телекомпанії України Єгор Бенкендорф заявив, що співачка не буде дискваліфікована. Після детального аналізу пісні «To be free» юристи та журі дійшли висновку, що пісня не відповідає вимогам EBU через те, що була розміщена для комерційного продажу на сайтах Амазон та MySpace з порушенням термінів. Після перемовин з виконавчим директором конкурсу «Євробачення» Сванте Стокселіусом, Національна телекомпанія України запропонувало співачці Альоші змінити пісню.
25 березня 2010 Alyosha презентувала нову композицію, з якою поїхала на «Євробачення» в Осло — «Sweet People». «Sweet People» — це пісня-звернення до людей із закликом оберігати нашу планету. Вирізнятиме пісню серед інших те, що вона має більш емоційне та змістове наповнення, ніж звичайні естрадні балади про кохання, — сказала Alyosha.
Англомовний текст пісні «Sweet People» написаний самою співачкою, а до створення музики, окрім Олени Кучер (Alyosha), долучилися її продюсер Вадим Лисиця та відомий саунд-продюсер Борис Кукоба.

## На Євробаченні
27 травня у другому півфіналі конкурсу Україна пройшла у фінал конкурсу «Євробачення», ставши однією з десяти виконавців, які вибороли перемогу в другому півфіналі. У фіналі пісенного конкурсу, 29 травня 2010 року, Альоша виступила сімнадцятою У фіналі зайняла 10 місце.

### Бали здобуті Україною[16]
| 12 балів           | 10 балів      | 8 балів             | 7 балів                                             | 6 балів    |
| ------------------ | ------------- | ------------------- | --------------------------------------------------- | ---------- |
| - Вірменія - Литва | - Азербайджан | - Грузія            | - Болгарія - Хорватія - Кіпр                        |            |
| 5 балів            | 4 бали        | 3 бали              | 2 бали                                              | 1 бал      |
| - Румунія          | - Норвегія    | - Данія - Туреччина | - Ірландія - Ізраїль - Нідерланди - Велика Британія | - Словенія |

| 12 балів                    | 10 балів             | 8 балів                                                    | 7 балів        | 6 балів |
| --------------------------- | -------------------- | ---------------------------------------------------------- | -------------- | ------- |
| - Азербайджан - Білорусь    | - Вірменія - Молдова | - Болгарія - Грузія - Латвія - Нідерланди - Росія - Сербія | - Кіпр - Литва |         |
| 5 балів                     | 4 бали               | 3 бали                                                     | 2 бали         | 1 бал   |
| - Румунія - Велика Британія | - Польща             | - Франція - Ізраїль                                        | - Туреччина    |         |

### Бали отримані від України
| 12 балів | Азербайджан |
| 10 балів | Туреччина   |
| 8 балів  | Вірменія    |
| 7 балів  | Грузія      |
| 6 балів  | Ізраїль     |
| 5 балів  | Данія       |
| 4 бали   | Кіпр        |
| 3 бали   | Румунія     |
| 2 бали   | Литва       |
| 1 бал    | Болгарія    |

| 12 балів | Азербайджан |
| 10 балів | Росія       |
| 8 балів  | Туреччина   |
| 7 балів  | Грузія      |
| 6 балів  | Вірменія    |
| 5 балів  | Німеччина   |
| 4 бали   | Іспанія     |
| 3 бали   | Ізраїль     |
| 2 бали   | Румунія     |
| 1 бал    | Бельгія     |